# Augustinus Hombach
 Augustinus Hombach CM (* 29. Oktober 1879 in Hönningen, Katzwinkel (Sieg), Landkreis Altenkirchen (Westerwald); † 17. Oktober 1933 in Tegucigalpa) war ein deutscher Vinzentiner, Erzbischof und Märtyrer.

## Leben
August (auch Augustinus oder spanisch: Agustín) Hombach besuchte die Rektoratsschule in Wissen an der Sieg und ging dann an das Collegium Marianum der deutschen Vinzentiner in Theux in Belgien. Nach dem Abitur begann er dort am 8. April 1899 das zweijährige Noviziat als Vinzentiner und legte zwei Jahre später die Ewigen Gelübde ab. Nach dem Studium von Philosophie und Theologie wurde er am 19. März 1907 vom Bischof von Lüttich zum Priester geweiht. Der Orden setzte ihn zuerst als Kaplan in Costa Rica ein (in Puerto Limón und in San José). 1910 wechselte er nach Honduras und wurde Professor für Philosophie und Kirchengeschichte am Priesterseminar in Tegucigalpa. 1923 wurde er zum Erzbischof des Erzbistums Tegucigalpa ernannt und am 10. Mai von Augustinus Blessing Presinger geweiht. Mitkonsekrator war Juan Antonio Dueñas y Argumedo, Bischof von San Miguel. 1925 erklärte er die Heilige Jungfrau Maria von Suyapa zur Patronin von Honduras. 1933 wurde er beim Besuch des Krankenhauses in Tegucigalpa vergiftet und starb im Alter von 53 Jahren. Präsident Tiburcio Carías Andino ordnete eine dreitägige Staatstrauer an. An dem Begräbnis nahmen 12 000 Menschen teil. In Tegucigalpa ist die Straße Avenida Monsignore Agustín Hombach nach ihm benannt.

## Gedenken
Die Römisch-katholische Kirche in Deutschland hat Erzbischof Augustinus Hombach als Märtyrer in das deutsche Martyrologium des 20. Jahrhunderts aufgenommen.

## Veröffentlichungen
- Estrellas fijas. El origen del mundo y del hombre. Herder, Freiburg im Breisgau 1926.